# Farol de San Telmo
O farol de San Telmo é um farol marítimo situado em Almeria (Andaluzia, Espanha), sobre a costa do mar Mediterrâneo.

## História
Trata-se de uma torre quadrangular branca com uma faixa negra, enfeitada num dos seus muros com o indalo, símbolo da província de Almeria, e integrada dentro do antigo castelo de San Telmo. Este foi construído em 1772 como baluarte defensivo do porto, e foi restaurado durante o século XIX devido a sofrer custosos danos durante a guerra da Independência Espanhola.
Castelo e farol estão situados na cume do promontório do mesmo nome, de algo mais de 70 msnm, o que lhe outorga umas vistas insuperáveis da baía e o porto de Almería. Em 1861 aprovou-se a instalação de uma luz provisória, que se instalou três anos mais tarde. Em 1882 fez-se um farol móvel, aprovado ao ano seguinte.
Para o ano 1900 apresentaram-se projetos para ampliar o porto para poente, mais especificamente com a construção de um cargadeiro nas imediações deste farol, além de diferentes depósitos. ainda que nunca levar-se-ia a cabo.